# Gouvernement Castex
Ve République
Philippe II Borne
Le gouvernement Castex est le gouvernement de la République française entre le 3 juillet 2020 et le 16 mai 2022. C'est le quarante-deuxième gouvernement sous la Ve République et le troisième et dernier formé sous la première présidence d'Emmanuel Macron. 
Jean Castex est nommé Premier ministre le 3 juillet 2020, après des élections municipales et la démission du gouvernement Philippe II. Les ministres sont nommés le 6 juillet, les secrétaires d'État le 20 juillet. 
Après l'élection présidentielle de 2022, qui voit la réélection d'Emmanuel Macron face à Marine Le Pen, Jean Castex présente la démission du gouvernement, avançant être « de ceux qui pensent qu'une impulsion nouvelle après la réélection du président doit être trouvée ». Il cède le pouvoir au gouvernement Borne.

## Formation

### Contexte
La question du maintien en fonction ou non d'Édouard Philippe à la suite du second tour des élections municipales, le 28 juin 2020, était posée pendant la campagne,,.
Édouard Philippe remet la démission de son gouvernement au président de la République le 3 juillet 2020. Le même jour, Jean Castex est nommé Premier ministre.
Dans les quelques heures transitoires, les médias citent plusieurs noms pour le poste de Premier ministre, notamment Florence Parly (ministre des Armées), Jean-Yves Le Drian (ministre de l'Europe et des Affaires étrangères) et Jean Castex (maire de Prades, conseiller départemental des Pyrénées-Orientales).

### Réactions
À propos de la nomination de Jean Castex, à gauche, Boris Vallaud fait remarquer la continuité en déclarant que « la droite succède à la droite », tandis qu'à droite Valérie Pécresse espère un virage vers plus de fermeté.
Le choix d'Emmanuel Macron de nommer au poste de Premier ministre une personnalité peu connue du public, n'ayant pas préalablement exercé des mandats électifs nationaux, est critiqué comme réduisant la fonction de Premier ministre au rang d'un simple collaborateur du président, voire, selon Thierry Mandon, de la « suppression de fait de la fonction de Premier ministre ».
Des activistes et associations féministes dénoncent la nomination de Gérald Darmanin comme ministre de l'Intérieur, étant alors sous le coup d'une enquête concernant une accusation de viol, harcèlement sexuel et abus de confiance, ainsi que celle d'Éric Dupond-Moretti comme ministre de la Justice, pour ses propos « sexistes et misogynes faisant notamment la promotion du harcèlement de rue » et ses critiques envers le mouvement MeToo,,.
Olivier Dussopt est également nommé ministre alors qu'il fait l’objet d’une enquête du parquet national financier pour « corruption » et « prise illégale d’intérêts ». Selon France Culture, la nomination de deux ministres sous le coup d'une enquête judiciaire est « un fait rare dans l'histoire de la Ve République ». Si la jurisprudence Bérégovoy-Balladur prévoit seulement d'exclure d'un gouvernement les personnalités mises en examen, le ministre Bruno Le Roux avait démissionné en 2017 après l'ouverture d'une enquête préliminaire sur d'éventuels emplois fictifs de ses deux filles.
Le gouvernement Jean Castex inclut Éric Dupond-Moretti comme garde des sceaux, ministre de la Justice. Fervent défenseur de la chasse, il préface avant d'entrer au gouvernement un livre de Willy Schraen, intitulé Un chasseur en campagne et paru le 18 août, où il qualifie certains militants écologistes « d'intégristes » et « d'illuminés » et les défenseurs de la cause animale d'« ayatollahs de l'écologie [qui se serviront du livre] pour allumer le barbecue où ils cuiront leurs steaks de soja ». Ces déclaration provoquent une intense polémique. Schraen y qualifie également les défenseurs de la cause animale de « terroristes » et y dresse un portrait élogieux d'Emmanuel Macron, avec lequel il se targue d'avoir des liens privilégiés, lui qui a autorisé la division par deux du prix du permis de chasse en 2018,.

## Composition initiale
Le 6 juillet 2020, seize ministres, quatorze ministres délégués sont nommés, ainsi que le secrétaire d'Etat porte-parole du Gouvernement. Plusieurs ministres du gouvernement sortant conservent leur poste (Jean-Yves Le Drian, Jean-Michel Blanquer, Bruno Le Maire, Florence Parly, Jacqueline Gourault, Olivier Véran, Frédérique Vidal), d’autres changent de portefeuille (Gérald Darmanin, Élisabeth Borne, Julien Denormandie, Amélie de Montchalin, Marc Fesneau).
Le 26 juillet 2020, onze secrétaires d'État sont nommés. Avec 42 membres, il s'agit du gouvernement comptant le plus de membres depuis le gouvernement Juppé I en 1995.

### Premier ministre
- Premier ministre : Jean Castex

### Ministres
| Titre                                                                                         | Titulaire            |
| --------------------------------------------------------------------------------------------- | -------------------- |
| Ministre de l'Europe et des Affaires étrangères                                               | Jean-Yves Le Drian   |
| Ministre de la Transition écologique                                                          | Barbara Pompili      |
| Ministre de l'Éducation nationale, de la Jeunesse et des Sports                               | Jean-Michel Blanquer |
| Ministre de l'Économie, des Finances et de la Relance                                         | Bruno Le Maire       |
| Ministre des Armées                                                                           | Florence Parly       |
| Ministre de l'Intérieur                                                                       | Gérald Darmanin      |
| Ministre du Travail, de l'Emploi et de l'Insertion                                            | Élisabeth Borne      |
| Ministre des Outre-mer                                                                        | Sébastien Lecornu    |
| Ministre de la Cohésion des territoires et des Relations avec les collectivités territoriales | Jacqueline Gourault  |
| Garde des Sceaux, ministre de la Justice                                                      | Éric Dupond-Moretti  |
| Ministre de la Culture                                                                        | Roselyne Bachelot    |
| Ministre des Solidarités et de la Santé                                                       | Olivier Véran        |
| Ministre de la Mer                                                                            | Annick Girardin      |
| Ministre de l'Enseignement supérieur, de la Recherche et de l'Innovation                      | Frédérique Vidal     |
| Ministre de l'Agriculture et de l'Alimentation                                                | Julien Denormandie   |
| Ministre de la Transformation et de la Fonction publiques                                     | Amélie de Montchalin |

### Ministres délégués
| Titre | Ministre de tutelle                                                                           | Titulaire              |
| --- | --------------------------------------------------------------------------------------------- | ---------------------- |
| Ministre délégué chargé des Relations avec le Parlement et de la Participation citoyenne                           | Premier ministre                                                                              | Marc Fesneau           |
| Ministre déléguée chargée de l'Égalité entre les femmes et les hommes, de la Diversité et de l'Égalité des chances | Premier ministre                                                                              | Élisabeth Moreno       |
| Ministre délégué chargé du Commerce extérieur et de l'Attractivité                                                 | Ministre de l'Europe et des Affaires étrangères                                               | Franck Riester         |
| Ministre déléguée chargée du Logement                                                                              | Ministre de la Transition écologique                                                          | Emmanuelle Wargon      |
| Ministre délégué chargé des Transports                                                                             | Ministre de la Transition écologique                                                          | Jean-Baptiste Djebbari |
| Ministre déléguée chargée des Sports                                                                               | Ministre de l'Éducation nationale, de la Jeunesse et des Sports                               | Roxana Maracineanu     |
| Ministre délégué chargé des Comptes publics                                                                        | Ministre de l'Économie, des Finances et de la Relance                                         | Olivier Dussopt        |
| Ministre déléguée chargée de l'Industrie                                                                           | Ministre de l'Économie, des Finances et de la Relance                                         | Agnès Pannier-Runacher |
| Ministre délégué chargé des Petites et moyennes entreprises                                                        | Ministre de l'Économie, des Finances et de la Relance                                         | Alain Griset           |
| Ministre déléguée chargée de la Mémoire et des Anciens combattants                                                 | Ministre des Armées                                                                           | Geneviève Darrieussecq |
| Ministre déléguée chargée de la Citoyenneté                                                                        | Ministre de l'Intérieur                                                                       | Marlène Schiappa       |
| Ministre déléguée chargée de l'Insertion                                                                           | Ministre du Travail, de l'Emploi et de l'Insertion                                            | Brigitte Klinkert      |
| Ministre déléguée chargée de la Ville                                                                              | Ministre de la Cohésion des territoires et des Relations avec les collectivités territoriales | Nadia Hai              |
| Ministre déléguée chargée de l'Autonomie                                                                           | Ministre des Solidarités et de la Santé                                                       | Brigitte Bourguignon   |

### Secrétaires d'État
| Titre                                                                                   | Ministre de tutelle | Titulaire             |
| --------------------------------------------------------------------------------------- | --- | --------------------- |
| Secrétaire d'État chargée des Personnes handicapées                                     | Premier ministre | Sophie Cluzel         |
| Secrétaire d'État, porte-parole du gouvernement                                         | Premier ministre | Gabriel Attal         |
| Secrétaire d'État chargé du Tourisme, des Français de l'étranger et de la Francophonie  | Ministre de l'Europe et des Affaires étrangères | Jean-Baptiste Lemoyne |
| Secrétaire d'État chargé des Affaires européennes                                       | Ministre de l'Europe et des Affaires étrangères | Clément Beaune        |
| Secrétaire d'État chargée de la Biodiversité                                            | Ministre de la Transition écologique | Bérangère Abba        |
| Secrétaire d'État chargée de l'Éducation prioritaire                                    | Ministre de l'Éducation nationale, de la Jeunesse et des Sports                                                                                     | Nathalie Élimas       |
| Secrétaire d'État chargée de la Jeunesse et de l'Engagement                             | Ministre de l'Éducation nationale, de la Jeunesse et des Sports                                                                                     | Sarah El Haïry        |
| Secrétaire d'État chargé de la Transition numérique et des Communications électroniques | Ministre de l'Économie, des Finances et de la Relance Ministre de la Cohésion des territoires et des Relations avec les collectivités territoriales | Cédric O              |
| Secrétaire d'État chargée de l'Économie sociale, solidaire et responsable               | Ministre de l'Économie, des Finances et de la Relance                                                                                               | Olivia Grégoire       |
| Secrétaire d'État chargé des Retraites et de la Santé au travail                        | Ministre du Travail, de l'Emploi et de l'Insertion                                                                                                  | Laurent Pietraszewski |
| Secrétaire d'État chargé de la Ruralité                                                 | Ministre de la Cohésion des territoires et des Relations avec les collectivités territoriales                                                       | Joël Giraud           |
| Secrétaire d'État chargé de l'Enfance et des Familles                                   | Ministre des Solidarités et de la Santé | Adrien Taquet         |

## Évolution de la composition du gouvernement

### Ajustement du 8 décembre 2021
Le 8 décembre 2021, après avoir été condamné à six mois de prison avec sursis pour « déclaration incomplète ou mensongère de sa situation patrimoniale », le ministre délégué chargé des Petites et moyennes Entreprises, Alain Griset quitte le gouvernement. Il est remplacé par Jean-Baptiste Lemoyne, déjà secrétaire d'État chargé du Tourisme, des Français de l'étranger et de la Francophonie, qui est nommé ministre délégué chargé des Petites et moyennes Entreprises tout en conservant ses fonctions précédentes. Il est alors délégué auprès du ministre de l'Europe et des Affaires étrangères pour son portefeuille du Tourisme, des Français de l'étranger et de la Francophonie et auprès du ministre de l'Économie, des Finances et de la Relance pour son portefeuille des Petites et Moyennes Entreprises.

### Remaniement du 5 mars 2022
Visée depuis la mi-février 2022 par une enquête administrative concernant des accusations de harcèlement moral vis-à-vis de ses collaborateurs, la secrétaire d'État chargée de l'Éducation prioritaire Nathalie Élimas démissionne du gouvernement, sans être remplacée.
Dans le même temps, à la suite de sa nomination en tant que membre du Conseil constitutionnel, la ministre de la Cohésion des territoires et des Relations avec les collectivités territoriales Jacqueline Gourault est remplacée par son secrétaire d'État chargé de la Ruralité, Joël Giraud, qui n'est lui-même pas remplacé.

## Organisation fonctionnelle

### Organisation fonctionnelle du 6 au 26 juillet 2020
Premier ministre
- Jean Castex, Premier ministre
- Marc Fesneau, ministre délégué auprès du Premier ministre, chargé des Relations avec le Parlement et de la Participation citoyenne
- Élisabeth Moreno, ministre déléguée auprès du Premier ministre, chargée de l'Égalité entre les femmes et les hommes, de la Diversité et de l'Égalité des chances
- Gabriel Attal, secrétaire d'État auprès du Premier ministre, porte-parole du Gouvernement

Ministère de l'Europe et des Affaires étrangères
- Jean-Yves Le Drian, ministre de l'Europe et des Affaires étrangères
- Franck Riester, ministre délégué auprès du ministre de l'Europe et des Affaires étrangères, chargé du Commerce extérieur et de l'Attractivité

Ministère de la Transition écologique
- Barbara Pompili, ministre de la Transition écologique
- Emmanuelle Wargon, ministre déléguée auprès de la ministre de la Transition écologique, chargée du Logement
- Jean-Baptiste Djebbari, ministre délégué auprès de la ministre de la Transition écologique, chargé des Transports

Ministère de l'Éducation nationale, de la Jeunesse et des Sports
- Jean-Michel Blanquer, ministre de l'Éducation nationale, de la Jeunesse et des Sports
- Roxana Maracineanu, ministre déléguée auprès du ministre de l'Éducation nationale, de la Jeunesse et des Sports, chargée des Sports

Ministère de l'Économie, des Finances et de la Relance
- Bruno Le Maire, ministre de l'Économie, des Finances et de la Relance
- Olivier Dussopt, ministre délégué auprès du ministre de l'Économie, des Finances et de la Relance, chargé des Comptes publics
- Agnès Pannier-Runacher, ministre déléguée auprès du ministre de l'Économie, des Finances et de la Relance, chargée de l'Industrie
- Alain Griset, ministre délégué auprès du ministre de l'Économie, des Finances et de la Relance, chargé des Petites et Moyennes Entreprises

Ministère des Armées
- Florence Parly, ministre des Armées
- Geneviève Darrieussecq, ministre déléguée auprès de la ministre des Armées, chargée de la Mémoire et des Anciens combattants

Ministère de l'Intérieur
- Gérald Darmanin, ministre de l'Intérieur
- Marlène Schiappa, ministre déléguée auprès du ministre de l'Intérieur, chargée de la Citoyenneté

Ministère du Travail, de l'Emploi et de l'Insertion
- Élisabeth Borne, ministre du Travail, de l'Emploi et de l'Insertion
- Brigitte Klinkert, ministre déléguée auprès de la ministre du Travail, de l'Emploi et de l'Insertion, chargée de l'Insertion

Ministère des Outre-mer
- Sébastien Lecornu, ministre des Outre-mer

Ministère de la Cohésion des territoires et des Relations avec les collectivités territoriales
- Jacqueline Gourault, ministre de la Cohésion des territoires et des Relations avec les collectivités territoriales
- Nadia Hai, ministre déléguée auprès de la ministre de la Cohésion des territoires et des Relations avec les collectivités territoriales, chargée de la Ville

Ministère de la Justice
- Éric Dupond-Moretti, garde des Sceaux, ministre de la Justice

Ministère de la Culture
- Roselyne Bachelot, ministre de la Culture

Ministère des Solidarités et de la Santé
- Olivier Véran, ministre des Solidarités et de la Santé
- Brigitte Bourguignon, ministre déléguée auprès du ministre des Solidarités et de la Santé, chargée de l'Autonomie

Ministère de la Mer
- Annick Girardin, ministre de la Mer

Ministère de l'Enseignement supérieur, de la Recherche et de l'Innovation
- Frédérique Vidal, ministre de l'Enseignement supérieur, de la Recherche et de l'Innovation

Ministère de l'Agriculture et de l'Alimentation
- Julien Denormandie, ministre de l'Agriculture et de l'Alimentation

Ministère de la Transformation et de la Fonction publiques
- Amélie de Montchalin, ministre de la Transformation et de la Fonction publiques

### Organisation fonctionnelle du 26 juillet 2020 au 8 décembre 2021
Premier ministre
- Jean Castex, Premier ministre
- Marc Fesneau, ministre délégué auprès du Premier ministre, chargé des Relations avec le Parlement et de la Participation citoyenne
- Élisabeth Moreno, ministre déléguée auprès du Premier ministre, chargée de l'Égalité entre les femmes et les hommes, de la Diversité et de l'Égalité des chances
- Gabriel Attal, secrétaire d'État auprès du Premier ministre, porte-parole du Gouvernement
- Sophie Cluzel, secrétaire d'État auprès du Premier ministre, chargée des Personnes handicapées

Ministère de l'Europe et des Affaires étrangères
- Jean-Yves Le Drian, ministre de l'Europe et des Affaires étrangères
- Franck Riester, ministre délégué auprès du ministre de l'Europe et des Affaires étrangères, chargé du Commerce extérieur et de l'Attractivité
- Jean-Baptiste Lemoyne, secrétaire d'État auprès du ministre de l'Europe et des Affaires étrangères, chargé du Tourisme, des Français de l'étranger et de la Francophonie
- Clément Beaune, secrétaire d'État auprès du ministre de l'Europe et des Affaires étrangères, chargé des Affaires européennes

Ministère de la Transition écologique
- Barbara Pompili, ministre de la Transition écologique
- Emmanuelle Wargon, ministre déléguée auprès de la ministre de la Transition écologique, chargée du Logement
- Jean-Baptiste Djebbari, ministre délégué auprès de la ministre de la Transition écologique, chargé des Transports
- Bérangère Abba, secrétaire d'État auprès de la ministre de la Transition écologique, chargée de la Biodiversité

Ministère de l'Éducation nationale, de la Jeunesse et des Sports
- Jean-Michel Blanquer, ministre de l'Éducation nationale, de la Jeunesse et des Sports
- Roxana Maracineanu, ministre déléguée auprès du ministre de l'Éducation nationale, de la Jeunesse et des Sports, chargée des Sports
- Nathalie Élimas, secrétaire d'État auprès du ministre de l'Éducation nationale, de la Jeunesse et des Sports, chargée de l'Éducation prioritaire
- Sarah El Haïry, secrétaire d'État auprès du ministre de l'Éducation nationale, de la Jeunesse et des Sports, chargée de la Jeunesse et de l'Engagement

Ministère de l'Économie, des Finances et de la Relance
- Bruno Le Maire, ministre de l'Économie, des Finances et de la Relance
- Olivier Dussopt, ministre délégué auprès du ministre de l'Économie, des Finances et de la Relance, chargé des Comptes publics
- Agnès Pannier-Runacher, ministre déléguée auprès du ministre de l'Économie, des Finances et de la Relance, chargée de l'Industrie
- Alain Griset, ministre délégué auprès du ministre de l'Économie, des Finances et de la Relance, chargé des Petites et Moyennes Entreprises
- Cédric O, secrétaire d'État auprès du ministre de l'Économie, des Finances et de la Relance et de la ministre de la Cohésion des territoires et des Relations avec les collectivités territoriales, chargé de la Transition numérique et des Communications électroniques
- Olivia Grégoire, secrétaire d'État auprès du ministre de l'Économie, des Finances et de la Relance, chargée de l'Économie sociale, solidaire et responsable

Ministère des Armées
- Florence Parly, ministre des Armées
- Geneviève Darrieussecq, ministre déléguée auprès de la ministre des Armées, chargée de la Mémoire et des Anciens combattants

Ministère de l'Intérieur
- Gérald Darmanin, ministre de l'Intérieur
- Marlène Schiappa, ministre déléguée auprès du ministre de l'Intérieur, chargée de la Citoyenneté

Ministère du Travail, de l'Emploi et de l'Insertion
- Élisabeth Borne, ministre du Travail, de l'Emploi et de l'Insertion
- Brigitte Klinkert, ministre déléguée auprès de la ministre du Travail, de l'Emploi et de l'Insertion, chargée de l'Insertion
- Laurent Pietraszewski, secrétaire d'État auprès de la ministre du Travail, de l'Emploi et de l'Insertion, chargé des Retraites et de la Santé au travail

Ministère des Outre-mer
- Sébastien Lecornu, ministre des Outre-mer

Ministère de la Cohésion des territoires et des Relations avec les collectivités territoriales
- Jacqueline Gourault, ministre de la Cohésion des territoires et des Relations avec les collectivités territoriales
- Nadia Hai, ministre déléguée auprès de la ministre de la Cohésion des territoires et des Relations avec les collectivités territoriales, chargée de la Ville
- Cédric O, secrétaire d'État auprès du ministre de l'Économie, des Finances et de la Relance et de la ministre de la Cohésion des territoires et des Relations avec les collectivités territoriales, chargé de la Transition numérique et des Communications électroniques
- Joël Giraud, secrétaire d'État auprès de la ministre de la Cohésion des territoires et des Relations avec les collectivités territoriales, chargé de la Ruralité

Ministère de la Justice
- Éric Dupond-Moretti, garde des Sceaux, ministre de la Justice

Ministère de la Culture
- Roselyne Bachelot, ministre de la Culture

Ministère des Solidarités et de la Santé
- Olivier Véran, ministre des Solidarités et de la Santé
- Brigitte Bourguignon, ministre déléguée auprès du ministre des Solidarités et de la Santé, chargée de l'Autonomie
- Adrien Taquet, secrétaire d'État auprès du ministre des Solidarités et de la Santé, chargé de l'Enfance et des Familles

Ministère de la Mer
- Annick Girardin, ministre de la Mer

Ministère de l'Enseignement supérieur, de la Recherche et de l'Innovation
- Frédérique Vidal, ministre de l'Enseignement supérieur, de la Recherche et de l'Innovation

Ministère de l'Agriculture et de l'Alimentation
- Julien Denormandie, ministre de l'Agriculture et de l'Alimentation

Ministère de la Transformation et de la Fonction publiques
- Amélie de Montchalin, ministre de la Transformation et de la Fonction publiques

### Organisation fonctionnelle du 8 décembre 2021 au 5 mars 2022
Premier ministre
- Jean Castex, Premier ministre
- Marc Fesneau, ministre délégué auprès du Premier ministre, chargé des Relations avec le Parlement et de la Participation citoyenne
- Élisabeth Moreno, ministre déléguée auprès du Premier ministre, chargée de l'Égalité entre les femmes et les hommes, de la Diversité et de l'Égalité des chances
- Gabriel Attal, secrétaire d'État auprès du Premier ministre, porte-parole du Gouvernement
- Sophie Cluzel, secrétaire d'État auprès du Premier ministre, chargée des Personnes handicapées

Ministère de l'Europe et des Affaires étrangères
- Jean-Yves Le Drian, ministre de l'Europe et des Affaires étrangères
- Franck Riester, ministre délégué auprès du ministre de l'Europe et des Affaires étrangères, chargé du Commerce extérieur et de l'Attractivité
- Jean-Baptiste Lemoyne, ministre délégué auprès du ministre de l'Europe et des Affaires étrangères, chargé du Tourisme, des Français de l'étranger et de la Francophonie, et auprès du ministre de l'Économie, des Finances et de la Relance, chargé des Petites et Moyennes Entreprises
- Clément Beaune, secrétaire d'État auprès du ministre de l'Europe et des Affaires étrangères, chargé des Affaires européennes

Ministère de la Transition écologique
- Barbara Pompili, ministre de la Transition écologique
- Emmanuelle Wargon, ministre déléguée auprès de la ministre de la Transition écologique, chargée du Logement
- Jean-Baptiste Djebbari, ministre délégué auprès de la ministre de la Transition écologique, chargé des Transports
- Bérangère Abba, secrétaire d'État auprès de la ministre de la Transition écologique, chargée de la Biodiversité

Ministère de l'Éducation nationale, de la Jeunesse et des Sports
- Jean-Michel Blanquer, ministre de l'Éducation nationale, de la Jeunesse et des Sports
- Roxana Maracineanu, ministre déléguée auprès du ministre de l'Éducation nationale, de la Jeunesse et des Sports, chargée des Sports
- Nathalie Élimas, secrétaire d'État auprès du ministre de l'Éducation nationale, de la Jeunesse et des Sports, chargée de l'Éducation prioritaire
- Sarah El Haïry, secrétaire d'État auprès du ministre de l'Éducation nationale, de la Jeunesse et des Sports, chargée de la Jeunesse et de l'Engagement

Ministère de l'Économie, des Finances et de la Relance
- Bruno Le Maire, ministre de l'Économie, des Finances et de la Relance
- Olivier Dussopt, ministre délégué auprès du ministre de l'Économie, des Finances et de la Relance, chargé des Comptes publics
- Agnès Pannier-Runacher, ministre déléguée auprès du ministre de l'Économie, des Finances et de la Relance, chargée de l'Industrie
- Jean-Baptiste Lemoyne, ministre délégué auprès du ministre de l'Europe et des Affaires étrangères, chargé du Tourisme, des Français de l'étranger et de la Francophonie, et auprès du ministre de l'Économie, des Finances et de la Relance, chargé des Petites et Moyennes Entreprises
- Cédric O, secrétaire d'État auprès du ministre de l'Économie, des Finances et de la Relance et de la ministre de la Cohésion des territoires et des Relations avec les collectivités territoriales, chargé de la Transition numérique et des Communications électroniques
- Olivia Grégoire, secrétaire d'État auprès du ministre de l'Économie, des Finances et de la Relance, chargée de l'Économie sociale, solidaire et responsable

Ministère des Armées
- Florence Parly, ministre des Armées
- Geneviève Darrieussecq, ministre déléguée auprès de la ministre des Armées, chargée de la Mémoire et des Anciens combattants

Ministère de l'Intérieur
- Gérald Darmanin, ministre de l'Intérieur
- Marlène Schiappa, ministre déléguée auprès du ministre de l'Intérieur, chargée de la Citoyenneté

Ministère du Travail, de l'Emploi et de l'Insertion
- Élisabeth Borne, ministre du Travail, de l'Emploi et de l'Insertion
- Brigitte Klinkert, ministre déléguée auprès de la ministre du Travail, de l'Emploi et de l'Insertion, chargée de l'Insertion
- Laurent Pietraszewski, secrétaire d'État auprès de la ministre du Travail, de l'Emploi et de l'Insertion, chargé des Retraites et de la Santé au travail

Ministère des Outre-mer
- Sébastien Lecornu, ministre des Outre-mer

Ministère de la Cohésion des territoires et des Relations avec les collectivités territoriales
- Jacqueline Gourault, ministre de la Cohésion des territoires et des Relations avec les collectivités territoriales
- Nadia Hai, ministre déléguée auprès de la ministre de la Cohésion des territoires et des Relations avec les collectivités territoriales, chargée de la Ville
- Cédric O, secrétaire d'État auprès du ministre de l'Économie, des Finances et de la Relance et de la ministre de la Cohésion des territoires et des Relations avec les collectivités territoriales, chargé de la Transition numérique et des Communications électroniques
- Joël Giraud, secrétaire d'État auprès de la ministre de la Cohésion des territoires et des Relations avec les collectivités territoriales, chargé de la Ruralité

Ministère de la Justice
- Éric Dupond-Moretti, garde des Sceaux, ministre de la Justice

Ministère de la Culture
- Roselyne Bachelot, ministre de la Culture

Ministère des Solidarités et de la Santé
- Olivier Véran, ministre des Solidarités et de la Santé
- Brigitte Bourguignon, ministre déléguée auprès du ministre des Solidarités et de la Santé, chargée de l'Autonomie
- Adrien Taquet, secrétaire d'État auprès du ministre des Solidarités et de la Santé, chargé de l'Enfance et des Familles

Ministère de la Mer
- Annick Girardin, ministre de la Mer

Ministère de l'Enseignement supérieur, de la Recherche et de l'Innovation
- Frédérique Vidal, ministre de l'Enseignement supérieur, de la Recherche et de l'Innovation

Ministère de l'Agriculture et de l'Alimentation
- Julien Denormandie, ministre de l'Agriculture et de l'Alimentation

Ministère de la Transformation et de la Fonction publiques
- Amélie de Montchalin, ministre de la Transformation et de la Fonction publiques

### Organisation fonctionnelle du 5 mars au 16 mai 2022 (Affaires courantes du 16 au 20 mai 2022)
Premier ministre
- Jean Castex, Premier ministre
- Marc Fesneau, ministre délégué auprès du Premier ministre, chargé des Relations avec le Parlement et de la Participation citoyenne
- Élisabeth Moreno, ministre déléguée auprès du Premier ministre, chargée de l'Égalité entre les femmes et les hommes, de la Diversité et de l'Égalité des chances
- Gabriel Attal, secrétaire d'État auprès du Premier ministre, porte-parole du Gouvernement
- Sophie Cluzel, secrétaire d'État auprès du Premier ministre, chargée des Personnes handicapées

Ministère de l'Europe et des Affaires étrangères
- Jean-Yves Le Drian, ministre de l'Europe et des Affaires étrangères
- Franck Riester, ministre délégué auprès du ministre de l'Europe et des Affaires étrangères, chargé du Commerce extérieur et de l'Attractivité
- Jean-Baptiste Lemoyne, ministre délégué auprès du ministre de l'Europe et des Affaires étrangères, chargé du Tourisme, des Français de l'étranger et de la Francophonie, et auprès du ministre de l'Économie, des Finances et de la Relance, chargé des Petites et Moyennes Entreprises
- Clément Beaune, secrétaire d'État auprès du ministre de l'Europe et des Affaires étrangères, chargé des Affaires européennes

Ministère de la Transition écologique
- Barbara Pompili, ministre de la Transition écologique
- Emmanuelle Wargon, ministre déléguée auprès de la ministre de la Transition écologique, chargée du Logement
- Jean-Baptiste Djebbari, ministre délégué auprès de la ministre de la Transition écologique, chargé des Transports
- Bérangère Abba, secrétaire d'État auprès de la ministre de la Transition écologique, chargée de la Biodiversité

Ministère de l'Éducation nationale, de la Jeunesse et des Sports
- Jean-Michel Blanquer, ministre de l'Éducation nationale, de la Jeunesse et des Sports
- Roxana Maracineanu, ministre déléguée auprès du ministre de l'Éducation nationale, de la Jeunesse et des Sports, chargée des Sports
- Sarah El Haïry, secrétaire d'État auprès du ministre de l'Éducation nationale, de la Jeunesse et des Sports, chargée de la Jeunesse et de l'Engagement

Ministère de l'Économie, des Finances et de la Relance
- Bruno Le Maire, ministre de l'Économie, des Finances et de la Relance
- Olivier Dussopt, ministre délégué auprès du ministre de l'Économie, des Finances et de la Relance, chargé des Comptes publics
- Agnès Pannier-Runacher, ministre déléguée auprès du ministre de l'Économie, des Finances et de la Relance, chargée de l'Industrie
- Jean-Baptiste Lemoyne, ministre délégué auprès du ministre de l'Europe et des Affaires étrangères, chargé du Tourisme, des Français de l'étranger et de la Francophonie, et auprès du ministre de l'Économie, des Finances et de la Relance, chargé des Petites et Moyennes Entreprises
- Cédric O, secrétaire d'État auprès du ministre de l'Économie, des Finances et de la Relance et du ministre de la Cohésion des territoires et des Relations avec les collectivités territoriales, chargé de la Transition numérique et des Communications électroniques
- Olivia Grégoire, secrétaire d'État auprès du ministre de l'Économie, des Finances et de la Relance, chargée de l'Économie sociale, solidaire et responsable

Ministère des Armées
- Florence Parly, ministre des Armées
- Geneviève Darrieussecq, ministre déléguée auprès de la ministre des Armées, chargée de la Mémoire et des Anciens combattants

Ministère de l'Intérieur
- Gérald Darmanin, ministre de l'Intérieur
- Marlène Schiappa, ministre déléguée auprès du ministre de l'Intérieur, chargée de la Citoyenneté

Ministère du Travail, de l'Emploi et de l'Insertion
- Élisabeth Borne, ministre du Travail, de l'Emploi et de l'Insertion
- Brigitte Klinkert, ministre déléguée auprès de la ministre du Travail, de l'Emploi et de l'Insertion, chargée de l'Insertion
- Laurent Pietraszewski, secrétaire d'État auprès de la ministre du Travail, de l'Emploi et de l'Insertion, chargé des Retraites et de la Santé au travail

Ministère des Outre-mer
- Sébastien Lecornu, ministre des Outre-mer

Ministère de la Cohésion des territoires et des Relations avec les collectivités territoriales
- Joël Giraud, ministre de la Cohésion des territoires et des Relations avec les collectivités territoriales
- Nadia Hai, ministre déléguée auprès du ministre de la Cohésion des territoires et des Relations avec les collectivités territoriales, chargée de la Ville
- Cédric O, secrétaire d'État auprès du ministre de l'Économie, des Finances et de la Relance et du ministre de la Cohésion des territoires et des Relations avec les collectivités territoriales, chargé de la Transition numérique et des Communications électroniques

Ministère de la Justice
- Éric Dupond-Moretti, garde des Sceaux, ministre de la Justice

Ministère de la Culture
- Roselyne Bachelot, ministre de la Culture

Ministère des Solidarités et de la Santé
- Olivier Véran, ministre des Solidarités et de la Santé
- Brigitte Bourguignon, ministre déléguée auprès du ministre des Solidarités et de la Santé, chargée de l'Autonomie
- Adrien Taquet, secrétaire d'État auprès du ministre des Solidarités et de la Santé, chargé de l'Enfance et des Familles

Ministère de la Mer
- Annick Girardin, ministre de la Mer

Ministère de l'Enseignement supérieur, de la Recherche et de l'Innovation
- Frédérique Vidal, ministre de l'Enseignement supérieur, de la Recherche et de l'Innovation

Ministère de l'Agriculture et de l'Alimentation
- Julien Denormandie, ministre de l'Agriculture et de l'Alimentation

Ministère de la Transformation et de la Fonction publiques
- Amélie de Montchalin, ministre de la Transformation et de la Fonction publiques

## Démission
Après l’élection présidentielle des 10 et 24 avril 2022, remporté par Emmanuel Macron pour un second mandat, Jean Castex a confirmé « qu'il démissionnera dans les jours qui suivent » car « une impulsion nouvelle après la réélection du président doit être trouvée ».
Le second mandat d’Emmanuel Macron débute le 14 mai, et le 16, sur la présentation de la démission du Gouvernement, il est mis fin aux fonctions de Jean Castex, Premier ministre, et des autres membres du Gouvernement. 
Le gouvernement Élisabeth Borne lui succède. Plusieurs ministres conservent leur poste (Bruno Le Maire, Gérald Darmanin, Éric Dupond-Moretti, Franck Riester), d’autres changent de portefeuille (Élisabeth Borne, Amélie de Montchalin, Sébastien Lecornu, Olivier Dussopt, Agnès Pannier-Runacher, Marc Fesneau, Olivier Véran).

## Galerie du gouvernement lors de sa démission

### Premier ministre
| Portrait | Fonction         | Nom | Nom         | Parti |
| -------- | ---------------- | --- | ----------- | ----- |
|          | Premier ministre |     | Jean Castex | DVD   |

### Ministres
| Portrait             | Fonction                                                                                      | Nom                  | Nom                  | Parti       |
| -------------------- | --------------------------------------------------------------------------------------------- | -------------------- | -------------------- | ----------- |
| Jean-Yves Le Drian   | Ministre de l'Europe et des Affaires étrangères                                               |                      | Jean-Yves Le Drian   | TdP         |
| Barbara Pompili      | Ministre de la Transition écologique                                                          |                      | Barbara Pompili      | EC          |
| Jean-Michel Blanquer | Ministre de l'Éducation nationale, de la Jeunesse et des Sports                               |                      | Jean-Michel Blanquer | LREM        |
| Bruno Le Maire       | Ministre de l'Économie, des Finances et de la Relance                                         |                      | Bruno Le Maire       | LREM        |
| Florence Parly       | Ministre des Armées                                                                           |                      | Florence Parly       | TdP         |
| Gérald Darmanin      | Ministre de l'Intérieur                                                                       |                      | Gérald Darmanin      | LREM        |
| Élisabeth Borne      | Ministre du Travail, de l'Emploi et de l'Insertion                                            | Élisabeth Borne      | LREM-TdP             |             |
| Sébastien Lecornu    | Ministre des Outre-mer                                                                        | Sébastien Lecornu    | LREM                 |             |
| Joël Giraud          | Ministre de la Cohésion des territoires et des Relations avec les collectivités territoriales |                      | Joël Giraud          | MR, PR-LREM |
| Éric Dupond-Moretti  | Garde des Sceaux, ministre de la Justice                                                      |                      | Éric Dupond-Moretti  | SE          |
| Roselyne Bachelot    | Ministre de la Culture                                                                        |                      | Roselyne Bachelot    | DVD         |
| Olivier Véran        | Ministre des Solidarités et de la Santé                                                       |                      | Olivier Véran        | LREM-TdP    |
| Annick Girardin      | Ministre de la Mer                                                                            |                      | Annick Girardin      | MR, PR-CSA  |
| Frédérique Vidal     | Ministre de l'Enseignement supérieur, de la Recherche et de l'Innovation                      |                      | Frédérique Vidal     | LREM        |
| Julien Denormandie   | Ministre de l'Agriculture et de l'Alimentation                                                |                      | Julien Denormandie   | LREM        |
| Amélie de Montchalin | Ministre de la Transformation et de la Fonction publiques                                     | Amélie de Montchalin | LREM                 |             |

### Ministres délégués
| Portrait               | Fonction | Ministre de tutelle                                                                           | Nom                  | Nom                    | Parti    |
| ---------------------- | --- | --------------------------------------------------------------------------------------------- | -------------------- | ---------------------- | -------- |
| Marc Fesneau           | Ministre délégué chargé des Relations avec le Parlement et de la Participation citoyenne                           | Premier ministre                                                                              |                      | Marc Fesneau           | MoDem    |
| Élisabeth Moreno       | Ministre déléguée chargée de l'Égalité entre les femmes et les hommes, de la Diversité et de l'Égalité des chances | Premier ministre                                                                              |                      | Élisabeth Moreno       | SE       |
| Franck Riester         | Ministre délégué chargé du Commerce extérieur et de l'Attractivité                                                 | Ministre de l'Europe et des Affaires étrangères                                               |                      | Franck Riester         | Agir     |
| Jean-Baptiste Lemoyne  | Ministre délégué chargé du Tourisme, des Français de l'étranger et de la Francophonie                              | Ministre de l'Europe et des Affaires étrangères                                               |                      | Jean-Baptiste Lemoyne  | LREM     |
| Jean-Baptiste Lemoyne  | Ministre délégué chargé des Petites et moyennes entreprises                                                        | Ministre de l'Économie, des Finances et de la Relance                                         |                      | Jean-Baptiste Lemoyne  | LREM     |
| Emmanuelle Wargon      | Ministre déléguée chargée du Logement                                                                              | Ministre de la Transition écologique                                                          |                      | Emmanuelle Wargon      | TdP      |
| Jean-Baptiste Djebbari | Ministre délégué chargé des Transports                                                                             | Ministre de la Transition écologique                                                          |                      | Jean-Baptiste Djebbari | LREM-TdP |
| Roxana Maracineanu     | Ministre déléguée chargée des Sports                                                                               | Ministre de l'Éducation nationale, de la Jeunesse et des Sports                               |                      | Roxana Maracineanu     | DVG      |
| Olivier Dussopt        | Ministre délégué chargé des Comptes publics                                                                        | Ministre de l'Économie, des Finances et de la Relance                                         |                      | Olivier Dussopt        | TdP      |
| Agnès Pannier-Runacher | Ministre déléguée chargée de l'Industrie                                                                           | Ministre de l'Économie, des Finances et de la Relance                                         |                      | Agnès Pannier-Runacher | LREM-TdP |
| Geneviève Darrieussecq | Ministre déléguée chargée de la Mémoire et des Anciens combattants                                                 | Ministre des Armées                                                                           |                      | Geneviève Darrieussecq | MoDem    |
| Marlène Schiappa       | Ministre déléguée chargée de la Citoyenneté                                                                        | Ministre de l'Intérieur                                                                       |                      | Marlène Schiappa       | LREM     |
| Brigitte Klinkert      | Ministre déléguée chargée de l'Insertion                                                                           | Ministre du Travail, de l'Emploi et de l'Insertion                                            |                      | Brigitte Klinkert      | LREM     |
| Nadia Hai              | Ministre déléguée chargée de la Ville                                                                              | Ministre de la Cohésion des territoires et des Relations avec les collectivités territoriales |                      | Nadia Hai              | LREM     |
| Brigitte Bourguignon   | Ministre déléguée chargée de l'Autonomie                                                                           | Ministre des Solidarités et de la Santé                                                       | Brigitte Bourguignon | LREM-TdP               |          |

### Secrétaires d'État
| Portrait               | Fonction                                                                                | Ministre de tutelle | Nom                   | Nom            | Parti |
| ---------------------- | --------------------------------------------------------------------------------------- | --- | --------------------- | -------------- | ----- |
| Sophie Cluzel          | Secrétaire d'État chargée des Personnes handicapées                                     | Premier ministre |                       | Sophie Cluzel  | LREM  |
| Gabriel Attal          | Secrétaire d'État, porte-parole du gouvernement                                         | Premier ministre | Gabriel Attal         | LREM           |       |
| Illustration manquante | Secrétaire d'État chargé des Affaires européennes                                       | Ministre de l'Europe et des Affaires étrangères | Clément Beaune        | LREM-TdP       |       |
| Bérangère Abba         | Secrétaire d'État chargée de la Biodiversité                                            | Ministre de la Transition écologique |                       | Bérangère Abba | HOR   |
| Sarah El Haïry         | Secrétaire d'État chargée de la Jeunesse et de l'Engagement                             | Ministre de l'Éducation nationale, de la Jeunesse et des Sports                                                                                     |                       | Sarah El Haïry | MoDem |
| Cédric O               | Secrétaire d'État chargé de la Transition numérique et des Communications électroniques | Ministre de l'Économie, des Finances et de la Relance Ministre de la Cohésion des territoires et des Relations avec les collectivités territoriales |                       | Cédric O       | LREM  |
| Olivia Grégoire        | Secrétaire d'État chargée de l'Économie sociale, solidaire et responsable               | Ministre de l'Économie, des Finances et de la Relance                                                                                               | Olivia Grégoire       | LREM           |       |
| Laurent Pietraszewski  | Secrétaire d'État chargé des Retraites et de la Santé au travail                        | Ministre du Travail, de l'Emploi et de l'Insertion                                                                                                  | Laurent Pietraszewski | LREM           |       |
| Adrien Taquet          | Secrétaire d'État chargé de l'Enfance et des Familles                                   | Ministre des Solidarités et de la Santé |                       | Adrien Taquet  | LREM  |

## Répartition partisane
| Parti                         | Parti                                            | Premier ministre | Ministres | Ministres délégués | Secrétaires d'État | Total |
| ----------------------------- | ------------------------------------------------ | ---------------- | --------- | ------------------ | ------------------ | ----- |
| Répartition le 6 juillet 2020 | Répartition le 6 juillet 2020                    | 1                | 16        | 14                 | 1                  | 32    |
|                               | Divers droite                                    | 1                | 1         | 1                  |                    | 3     |
|                               | La République en marche                          |                  | 10        | 5                  | 1                  | 16    |
|                               | Sans étiquette                                   | 1                | 3         |                    | 4                  |       |
|                               | Mouvement démocrate                              | 1                | 2         |                    | 3                  |       |
|                               | Territoires de progrès                           | 1                | 1         |                    | 2                  |       |
|                               | Divers gauche                                    | 1                | 1         |                    | 2                  |       |
|                               | Mouvement radical                                | 1                |           |                    | 1                  |       |
|                               | Agir                                             |                  | 1         |                    | 1                  |       |
|                               |                                                  |                  |           |                    |                    |       |
| Répartition le 16 mai 2022    | Répartition le 16 mai 2022                       | 1                | 17        | 14                 | 9                  | 41    |
|                               | Divers droite                                    | 1                | 1         |                    |                    | 2     |
|                               | La République en marche                          |                  | 7         | 5                  | 6                  | 18    |
|                               | La République en marche - Territoires de progrès | 2                | 3         | 1                  | 6                  |       |
|                               | Territoires de progrès                           | 2                | 2         |                    | 4                  |       |
|                               | Parti radical                                    | 2                |           |                    | 2                  |       |
|                               | Sans étiquette                                   | 1                | 1         |                    | 2                  |       |
|                               | En commun                                        | 1                |           |                    | 1                  |       |
|                               | Divers gauche                                    | 1                |           |                    | 1                  |       |
|                               | Mouvement démocrate                              |                  | 2         | 1                  | 3                  |       |
|                               | Agir                                             |                  | 1         |                    | 1                  |       |
|                               | Horizons                                         |                  |           | 1                  | 1                  |       |

## Parité
À sa constitution en juillet 2020, si la parité est respectée chez les ministres de plein exercice, au nombre de huit femmes et huit hommes, on dénombre 17 femmes et 14 hommes au sein du gouvernement. Après la nomination des secrétaires d’État, le gouvernement compte 21 hommes et 22 femmes en comptant le premier ministre. Cependant, une seule femme, la ministre des Armées Florence Parly, occupe un ministère régalien.

## Déclaration de politique générale
Le 15 juillet 2020, le Premier ministre prononce son discours de politique générale, suivant l'article 49 alinéa premier de la Constitution. Le gouvernement obtient la confiance des députés avec 345 voix favorables, soit moins que le gouvernement d'Édouard Philippe, qui avait recueilli 370 voix en juillet 2017 pour sa première déclaration de politique générale puis 363 en juin 2019 pour la seconde.
| Position   | Groupe | Groupe | Groupe | Groupe | Groupe | Groupe | Groupe | Groupe | Groupe | Groupe | Non-inscrits | Total |
| Position   | GDR    | LFI    | SOC    | EDS    | LT     | LREM   | MoDem  | AE     | UDI    | LR     | Non-inscrits | Total |
| ---------- | ------ | ------ | ------ | ------ | ------ | ------ | ------ | ------ | ------ | ------ | ------------ | ----- |
| Position   |        |        |        |        |        |        |        |        |        |        | Non-inscrits | Total |
| POUR       | 0      | 0      | 0      | 2      | 0      | 274    | 44     | 17     | 6      | 1      | 1            | 345   |
| CONTRE     | 12     | 17     | 28     | 11     | 10     | 0      | 0      | 0      | 1      | 90     | 8            | 177   |
| ABSTENTION | 3      | 0      | 0      | 4      | 7      | 1      | 2      | 0      | 11     | 13     | 2            | 43    |
| NON-VOTANT | 0      | 0      | 0      | 0      | 1      | 3      | 0      | 0      | 1      | 0      | 1            | 6     |

## Cabinets ministériels
Un décret autorise désormais le recrutement de 15 conseillers pour un ministre, 13 pour un ministre délégué et huit pour un secrétaire d’État contre respectivement dix, huit et cinq auparavant.
Par dérogation :
- le cabinet du ministre des Solidarités et de la Santé peut compter un membre supplémentaire chargé du covid-19, soit 16 ;
- le cabinet du ministre délégué auprès du ministre de l'Europe et des Affaires étrangères, chargé du Tourisme, des Français de l'étranger et de la Francophonie, et auprès du ministre de l'Économie, des Finances et de la Relance, chargé des Petites et Moyennes entreprises peut compter 4 membres supplémentaires, soit 17 ;
- le cabinet du secrétaire d'État auprès du ministre de l'Europe et des Affaires étrangères, chargé des Affaires européennes peut compter un membre supplémentaire, soit 9[39].

## Principales actions

### Lois votées
Parmi les lois votées par le Parlement :
| Titre | Promulgation     |
| --- | ---------------- |
| Loi organisant la sortie de l'état d'urgence sanitaire                                                                                               | 9 juillet 2020   |
| Loi autorisant la prorogation de l'état d'urgence sanitaire et portant diverses mesures de gestion de la crise sanitaire                             | 14 novembre 2020 |
| Loi de programmation de la recherche pour les années 2021 à 2030                                                                                     | 24 décembre 2020 |
| Loi prorogeant l'état d'urgence sanitaire | 15 février 2021  |
| Loi pour une sécurité globale préservant les libertés                                                                                                | 25 mai 2021      |
| Loi relative à la gestion de la sortie de crise sanitaire                                                                                            | 31 mai 2021      |
| Loi relative à la prévention d'actes de terrorisme et au renseignement                                                                               | 30 juillet 2021  |
| Loi relative à la bioéthique | 2 août 2021      |
| Loi relative à la gestion de la crise sanitaire | 5 août 2021      |
| Loi portant lutte contre le dérèglement climatique et renforcement de la résilience face à ses effets                                                | 22 août 2021     |
| Loi confortant le respect des principes de la République                                                                                             | 24 août 2021     |
| Loi portant diverses dispositions de vigilance sanitaire                                                                                             | 10 novembre 2021 |
| Loi pour la confiance dans l'institution judiciaire                                                                                                  | 22 décembre 2021 |
| Loi renforçant les outils de gestion de la crise sanitaire et modifiant le code de la santé publique                                                 | 22 janvier 2022  |
| Loi relative à la différenciation, la décentralisation, la déconcentration et portant diverses mesures de simplification de l'action publique locale | 21 février 2022  |

### Budgets
- Budget de l'État français en 2021
- Budget de l'État français en 2022
- Plan France Relance en réponse à la crise économique liée à la pandémie de Covid-19 (2020-2022)

### Décrets
- Réforme de l'assurance chômage (2019-2021)
- Décret prescrivant les mesures générales nécessaires pour faire face à l'épidémie de covid-19 dans le cadre de l'état d'urgence sanitaire (16 octobre 2020)
- Décrets prescrivant les mesures générales nécessaires à la gestion de la sortie de crise sanitaire (juin-juillet 2021)